# Tenor (sitio web)
Tenor, Inc. es un motor de búsqueda y base de datos de GIF en línea propiedad de Google.

## Historia
La empresa fue fundada por los empresarios David Macintosh, Erick Hachenburg y Frank Nawabi en febrero de 2014 como Riffsy.
El 27 de marzo de 2018, Tenor fue adquirido por Google. 

## Asociaciones
Tenor está disponible en numerosos teclados y aplicaciones de mensajería .
El 7 de septiembre de 2017, Tenor anunció un SDK para Unity y ARKit de Apple . Este permite a los desarrolladores integrar GIF en apps y juegos de realidad aumentada . 

## Censura
El 6 de noviembre de 2017, en respuesta a los usuarios que habían utilizado Tenor y servicios similares para distribuir GIF con contenido ilegal según las leyes locales, el Ministerio de Comunicaciones e Informática de Indonesia amenazó con bloquear WhatsApp.      Las amenazas fueron posteriormente retiradas.